# Бригады № 2
Бригады № 2, посёлок бригады № 2, Бригада № 2 — посёлок в Николаевском районе Волгоградской области России. Входит в состав Политотдельского сельского поселения. Население 19 чел. (2010), из них 65 % (2002) — казахи.

## История
В соответствии с Законом Волгоградской области от 14 февраля 2005 года № 1005-ОД посёлок вошёл в состав образованного Политотдельского сельского поселения.

## География
Расположен на северо-востоке региона, по левобережью Волгоградского водохранилища, в пределах степной зоны Низкого Заволжья.
Уличная сеть состоит из двух географических объектов: ул. Крестьянская и ул. Урожайная.

## Население
| 2010 |
| ---- |
| 19   |

Гендерный состав
По данным Всероссийской переписи населения 2010 года в гендерной структуре населения из 19 человек мужчин — 14, женщин — 5 (73,7 и 26,3 % соответственно).
Национальный состав
Согласно результатам переписи 2002 года, в национальной структуре населения
русские составляли 65 % из общей численности населения в 66 чел..

## Инфраструктура
Развитое сельское хозяйство.

## Транспорт
Выезд на автодорогу регионального значения «Самара — Пугачев — Энгельс — Волгоград» (идентификационный номер 18 ОП РЗ 18К-9).
Просёлочные дороги.